# Guido Gozzano

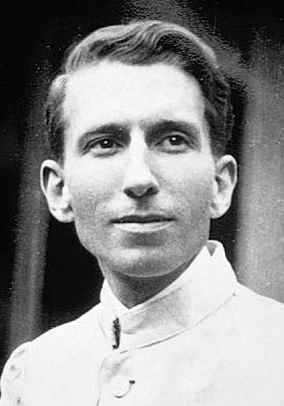
Guido Gozzano

Guido Gustavo Gozzano (* 19. Dezember 1883 in Agliè (Provinz Turin); † 9. August 1916 in Turin) war ein italienischer Dichter und Schriftsteller, der wichtigste Vertreter des Crepuscolarismo.

## Leben und Werk
Der Sohn des Ingenieurs Fausto Gozzano und der Diodata Mautino verbrachte seine Kindheit zwischen Turin und der canavesischen Kleinstadt Agliè, wo die Familie verschiedene Häuser und einen weitläufigen Park besaß. Aufgrund seiner schwachen Gesundheit absolvierte er die Schule mit wenig Fleiß und, nach dem mäßigen Abschluss des Lyzeums, schrieb er sich 1903 in der juristischen Fakultät von Turin ein, kam aber nie zum Abschluss des Studiums. Vielmehr zog er es vor, mit einer Gruppe von Freunden, die mit ihm die Gruppe der Turiner Crepuscolari bildeten, die Literaturseminare des Dichters Arturo Graf zu besuchen, der von den jungen Literaten sehr bewundert wurde.
Im Gegensatz zur seinerzeit vorherrschenden dekadentistischen Weltanschauung des Dannunzianesimo (Gabriele D’Annunzios und seiner Anhänger) verkörperte Arturo Graf, in der Nachfolge Leopardis, einen spiritualistischen Kulturpessimismus sozialistischer Prägung. So ging Gozzanos Orientierung an Graf mit seiner Abkehr von einer „dannunzianesischen“ Schreibweise einher, die in seinen frühen Gedichten noch vorzufinden ist. Da es ihm seine angeschlagene Gesundheit nie erlaubte, einen festen Beruf zu ergreifen, flüchtete er in die Welt der Dichtung, befasste sich intensiv mit Dante Alighieri und Francesco Petrarca und entwickelte auf diese Weise sein besonderes poetisches Gespür.
Im Mai 1907 verschlimmerte eine starke Brustfellentzündung seinen Gesundheitszustand und zwang ihn zu einem Leben in Einsamkeit, teils an der ligurischen Riviera, teils in Bergdörfern. Im selben Jahr erschien auch sein erster Gedichtband La via del rifugio („Der Zufluchtsweg“), und Gozzano verliebte sich in die Schriftstellerin Amalia Guglielminetti, wovon der erst 1951 veröffentlichte Briefwechsel der Jahre 1907 bis 1909 zeugt. Oft versuchte er sich dieser Liebe jedoch zu entziehen, indem er ein eher freundschaftliches Verhältnis zu Amalia pflegte und sie lediglich als „Dichterkollegin“ ansah.
Nach der endgültigen Aufgabe seines Jurastudiums (1909) widmete er sich voll und ganz dem Schreiben und veröffentlichte 1911 die Gedichtsammlung I colloqui („Gespräche“), die nach einem genauen Konzept in drei Bereiche gegliedert ist: Il giovenile errore („Jugendlicher Irrtum“), Alle soglie („An der Schwelle“) und Il reduce („Der Heimkehrer“ bzw. „Der Genesende“). Der Erfolg dieses Buches brachte Gozzano eine verstärkte Nachfrage nach seinen Beiträgen in großen Tageszeitungen und Zeitschriften ein, u. a. in La Stampa, La Lettura und La Donna, wo er im Laufe des Jahres 1911 Lyrik und Prosa veröffentlichte.
Als sich seine Krankheit, eine Lungentuberkulose, 1912 weiter verschlimmerte, beschloss er, eine lange Reise nach Indien zu unternehmen, wo er sich von einem angemesseneren Klima Linderung versprach. Die von Anfang Februar 1912 bis Mai 1913 dauernde Kreuzfahrt, auf der ihn der ebenfalls erkrankte Freund Giacomo Garrone bis nach Colombo und Bombay begleitete, brachte zwar nicht die erhoffte Besserung, doch sie ermöglichte es ihm, mithilfe der eigenen Fantasie und mithilfe ausgiebiger, anregender Lektüren, die postum (1917) unter dem Titel Verso la cuna del mondo (deutsch: Reise zur Wiege der Menschheit) erschienenen Reiseschilderungen zu verfassen.
Im März 1914 veröffentlichte er in La Stampa das unvollendet gebliebene Kurzepos Farfalle („Schmetterlinge“) mit dem Untertitel Epistole entomologiche („Entomologische Episteln“). Ebenfalls 1914 erschien der Band I tre talismani (deutsch: Die drei Talismane) mit sechs Märchen, die Gozzano zuvor für die Kinderzeitung Corriere dei Piccoli geschrieben hatte.
Auch am Theater und am gerade aufkommenden Film zeigte sich Gozzano lebhaft interessiert und beteiligte sich an der Verfilmung einiger seiner Erzählungen. Noch in seinem Todesjahr 1916 schrieb er am Drehbuch für einen Film über den heiligen Franz von Assisi, der jedoch nie gedreht wurde.

## Poetik und literarische Themen
Guido Gozzano nahm nie die eitle Attitüde eines selbstverliebten Literaten an – vielmehr schämte er sich dafür, ein Dichter zu sein und nur auf diese Weise seinem kurzen Leben Sinn und Inhalt zu verleihen. Mit autoironischer Distanz stehen seine Verse ganz im Zeichen des traurigen Gefühls seines herannahenden Todes sowie eines romantischen Verlangens nach Glück und Liebe, welches alsbald von der alltäglichen Präsenz der Krankheit und des melancholischen Liebeskummers durchkreuzt wird. So gelangt er immer wieder an den Punkt, sich ein zurückgezogenes Leben im Schatten zu wünschen und in der Stille von häuslichen Interieurs zu fantasieren.
Eines der wichtigsten Themen seiner dichterischen Welt ist das Bild seiner geliebten Heimatstadt Turin, in die er immer wieder zurückkehrte. Turin vereinte all seine wehmütigsten Erinnerungen, es war die physische und menschliche Umgebung, der er sich auf intimste Weise – mit Leidenschaft und Ironie – verbunden fühlte. Doch neben dem Turin seiner Tage lag ihm das Turin früherer Zeiten noch viel näher am Herzen: eine alte, leicht verstaubte Stadt, die in ihm jenen lyrischen Tonfall voller melancholischer Sehnsucht weckte, der für seine Dichtkunst so charakteristisch ist.
Daneben beschäftigte ihn nicht minder die nahe gelegene Landschaft des Canavese, die ihm in urtypischen Bildern eine ländlich-natürliche Kontemplation ermöglichte. Aus dieser Kontemplation erwuchs der äußerste poetische Mythos, der die ganze Naturwelt umspannte und ihm nach seinen Worten „die einzige Wahrheit“ zu schenken vermochte, „die gut zu wissen ist“ („la sola verità buona a sapersi“). Außerdem brachte die Landschaftsbetrachtung jene Motive hervor, die Gozzano als die letzten „Personen“ seiner Dichtung verstand: den Distelsamen, den Kieselstein, die Blindschleiche, den Schwalbenschwanz sowie auch alle anderen Schmetterlinge aus seinem unvollendeten Epos Farfalle – diese „Personen“ ließen ihn „die großartige Ergriffenheit von den lebenden Dingen“ („la grande tenerezza per le cose che vivono“) wiederentdecken, und auch jenen Knaben, der einst „zart und alt“ („tenero e antico“) war.
Das Krankheitsthema, d. h. die immer schlimmer werdende Schwindsucht, die 1916 zum Tod des Dichters führte, hinterließ in seinem ganzen Werk markante Spuren, so z. B. in Alle soglie, wo die Schirmbilduntersuchung an seinem Brustkörper zum Auslöser und Gegenstand einer lyrischen Verarbeitung wird.
Sein auf der Kreuzfahrt nach Indien 1912 entstandenes Reisetagebuch, das unter dem Titel Lettere dall’India (Briefe aus Indien) 1914 zunächst im Turiner Lokalteil von La Stampa erschien, thematisiert schließlich die Fremde bzw. ferne Länder in mannigfaltigen Bildern einer ausdrucksstarken Prosa. Dabei blieb Gozzanos poetische Welt, selbst angesichts bezaubernder fremder Horizonte, stets innerhalb ihrer festgelegten Grenzen. Mithilfe der Schilderung seiner Reise in die Ferne gelang es Gozzano, sich auch mit dem Thema der „anderen Reise“ („l’altro viaggio“) auseinanderzusetzen, seiner Reise in den Tod.

## Werke

### Lyrik
- La via del rifugio. Genua / Turin / Mailand 1907
- I colloqui. Mailand 1911
- Tutte le poesie. (Hrsg.: A. Rocca; Einleitung von M. Guglielminetti) Mailand 1980

### Prosa
- I tre talismani. Ostiglia 1914
- La principessa si sposa. Fiabe. Mailand 1918
- Verso la cuna del mondo. Lettere dall'India (1912-1913). (Vorwort von G.A. Borgese) Mailand 1917
- L’altare del passato. Mailand 1917
- L’ultima traccia. Novelle. Mailand 1919
- Primavere romantiche. Appia Rivarolo 1924
- La moneta seminata e altri scritti. (Hrsg.: F. Antonicelli) Mailand 1968
- Verso la Cuna del mondo - Lettere dall’India. (Hrsg.: Flaminio Di Biagi; Nachwort von Giorgio Bàrberi Squarotti) Trient: La Finestra editrice, 2005

### Briefausgaben
- Lettere d’amore di Guido Gozzano e Amalia Guglielminetti. (Hrsg.: S. Asciampreuner) Mailand 1951
- Lettere a Carlo Vallini con altri inediti. (Hrsg.: Giorgio Di Rienzo) Turin 1971

### Deutsche Übersetzungen
- Die drei Talismane. Zaubermärchen. Bremen: Manholt, 1999. ISBN 3-924903-20-4
- Die drei Talismane. Zaubermärchen. München / Zürich: Piper, 2001, ungekürzte Taschenbuchausgabe. ISBN 3-492-23164-0
- Reise zur Wiege der Menschheit. Briefe aus Indien. Berlin: Elfenbein, 2005. ISBN 978-3-932245-75-6